# Pascual Pérez
Pascual Nicolás Pérez (ur. 4 marca 1926 w Tupungato, zm. 22 stycznia 1977 w Buenos Aires) – argentyński bokser, złoty medalista letnich igrzysk olimpijskich w 1948 w Londynie w kategorii muszej.
W 1995 roku został wprowadzony do Międzynarodowej Galerii Sław Boksu.